# Kamień runiczny z Levene

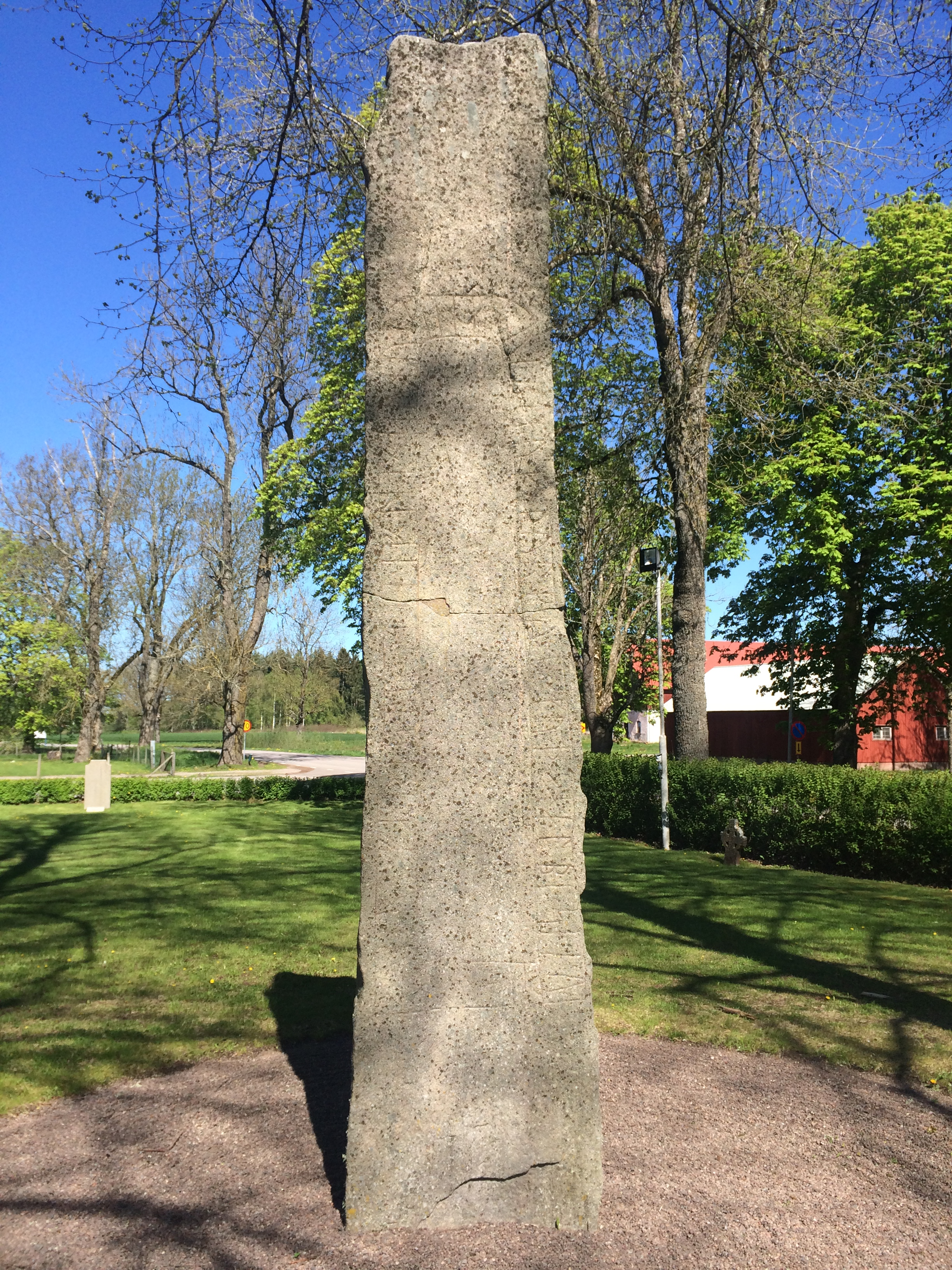
Kamień runiczny z Levene

Kamień runiczny z Levene (Vg 117) – pochodzący z XI wieku kamień runiczny, znajdujący się w Levene w gminie Vara w szwedzkiej prowincji Västergötland. Jest to najwyższy szwedzki kamień runiczny.
Granitowy głaz ma 4,6 m wysokości, szerokość 0,65–0,9 m i 0,2–0,4 m grubości. Został odnaleziony w 1927 roku, kiedy to, przełamany na dwie części, wmurowany był w ścianę ganku kościoła w Levene. Wydobyty w 1928 roku, został ustawiony na przykościelnym cmentarzu. Na przedniej stronie kamienia wyryta została inskrypcja runiczna, z tyłu znajduje się natomiast ornament w kształcie krzyża o wysokości 2,15 m i szerokości 0,6 m. Napis głosi:
× he(r)lfR × risþi × stin : eftiR × sunu × sina × uar × auk × þurgut × kuþ × halbi × selu × þiRa × uel þi ...
co znaczy:
Hilfer wykonał nacięcia na kamieniu dla swoich synów Vara i Turgota, niech Bóg pomoże wyjść ich duszom z ognia